# Hydrophis cyanocinctus
Hydrophis cyanocinctus е вид морска змия от семейство Аспидови (Elapidae). Видът не е застрашен от изчезване.

## Разпространение и местообитание
Разпространен е в Австралия, Бангладеш, Бахрейн, Виетнам, Индия (Андамански и Никобарски острови), Индонезия, Ирак, Иран, Камбоджа, Катар, Китай, Кувейт, Малайзия, Мианмар, Обединени арабски емирства, Оман, Пакистан, Палау, Провинции в КНР, Саудитска Арабия, Сингапур, Тайван, Тайланд, Филипини и Шри Ланка.
Обитава крайбрежията и пясъчните дъна на океани, морета и заливи.